# Ma vie dans la tienne (album)
Albums de Lara Fabian
Le Secret
(2013) Camouflage
(2017)
Singles
1. Quand je ne chante pas
Sortie : 15 juin 2015
2. Ma vie dans la tienne
Sortie : 5 octobre 2015
3. L'Oubli
Sortie : 7 mars 2016
4. Ton désir
Sortie : 23 mai 2016

Ma vie dans la tienne est le 12e album studio de la chanteuse belgo-canadienne Lara Fabian.

## Liste des titres
| 1.  | Quand je ne chante pas  | Lara Fabian, David Gategno, Elodie Hesme | 4:30 |
| 2.  | Ma vie dans la tienne   | Fabian, Gategno, Hesme                   | 4:45 |
| 3.  | Le désamour             | Fabian, Gategno, Hesme                   | 4:01 |
| 4.  | S'il ne reste qu'un ami | Fabian, Gategno, Hesme                   | 3:20 |
| 5.  | Envie d'en rire         | Fabian, Gategno, Hesme                   | 3:28 |
| 6.  | Le cœur qui tremble     | Gategno, Hesme                           | 3:53 |
| 7.  | Ton désir               | Fabian, Gategno, Hesme                   | 4:39 |
| 8.  | L'illusionniste         | Fabian, Gategno, Hesme                   | 3:52 |
| 9.  | Elle danse              | Fabian, Gategno, Hesme                   | 3:36 |
| 10. | Relève-toi              | Fabian, Gategno, Hesme, Fred Chateau     | 3:59 |
| 11. | L'oubli                 | Fabian, Gategno, Hesme                   | 4:44 |

## Classements et certifications

### Classements
| Classement (2015)            | Meilleure position |
| ---------------------------- | ------------------ |
| Belgique (Flandre Ultratop)  | 44                 |
| Belgique (Wallonie Ultratop) | 3                  |
| France (SNEP)                | 4                  |
| Suisse (Schweizer Hitparade) | 14                 |

### Certifications
| Pays   | Association | Certification | Ventes/Équivalence |
| ------ | ----------- | ------------- | ------------------ |
| France | SNEP        | platine       | 100 000            |